# (2986) Mrinalini
(2986) Mrinalini ist ein Asteroid des Hauptgürtels, der am 24. September 1960 vom niederländischen Forscherteam Cornelis Johannes van Houten, Ingrid van Houten-Groeneveld und Tom Gehrels im Rahmen des Palomar-Leiden-Surveys entdeckt wurde. 
Der Asteroid ist nach der klassischen indischen Tänzerin und Choreografin Mrinalini Sarabhai benannt.